# المركز الاستشفائي الجامعي محمد السادس (وجدة)
المركز الاستشفائي الجامعي بوجدة هو مركز استشفائي جامعي يقع في مدينة وجدة، وهو تابع لوزارة الصحة.
يتكون هذا المركز من أربعة مستشفيات وهي: مستشفى الإختصاصات، مستشفى الأم والطفل، مستشفى الحسن الثاني للأنكولوجيا، مستشفى الصحة النفسية والأمراض العقلية.

## الطاقة الاستيعابية
- مستشفى الإختصاصات (380 سرير).[4]
- مستشفى الأم والطفل (140 سرير).[5]
- مستشفى الحسن الثاني للأنكولوجيا (45 سرير).[6]
- مستشفى الصحة النفسية والأمراض العقلية (108 سرير).[7]

## التخصصات
| المستشفى                              | التخصصات |
| ------------------------------------- | --- |
| مستشفى الإختصاصات                     | الخدمات الطبية: - خدمة طب وجراحة العيون - قسم الأنف والأذن والحنجرة - قسم المخ والأعصاب - قسم أمراض الرئة - خدمة أمراض القلب - خدمة أمراض الكلى - قسم المسالك البولية - خدمة العناية المركزة - المساعدة الطبية الاستعجالية SAMU - خدمة الاستكشافات الوظيفية - خدمة إعادة التأهيل الوظيفي - الطوارئ - قسم الطب الباطني - قسم الروماتيزم - قسم الجلدية - خدمة أمراض الغدد الصماء والسكري - قسم أمراض الجهاز الهضمي - خدمة جراحة العظام والرضوض - الصيدلية - قسم التصوير الطبي - غرفة العمليات الخدمات الجراحية: - قسم جراحة المخ والأعصاب - قسم جراحة القلب - قسم جراحة البطن - قسم جراحة الصدر - قسم جراحة الأوعية الدموية |
| مستشفى الأم والطفل                    | - قسم طب الأطفال - قسم جراحة الأطفال - قسم أمراض النساء والتوليد - خدمة الإنعاش - قسم حديثي الولادة - قسم التصوير الطبي - غرفة العمليات - حالات الطوارئ - الأم والطفل |
| مستشفى الحسن الثاني للأنكولوجيا       | - قسم العلاج الإشعاعي - قسم طب الأورام (العلاج الكيميائي) - خدمة الاستشارة - قسم التصوير الطبي - غرفة العمليات - الصيدلية |
| مستشفى الصحة النفسية والأمراض العقلية | - خدمة الطب النفسي للأطفال - خدمة الادمان - خدمة الطب النفسي للشيخوخة - قسم علم النفس الفسيولوجي - خدمة الاستشارة - الطوارئ |